# Republique
Teater Republique  blev stiftet i 2009 og ligger på Østerfælled Torv på Østerbro i København. Teatret er en selvejende institution under paraplyorganisationen Det københavnske teatersamarbejde. Republiqe blev indledningsvis ledet af de tre direktører Martin Tulinius, Hans Christian Gimbel og Rasmus Adrian. Den 1. april 2016 blev det offentliggjort, at Republique skulle lægges sammen med Østre Gasværk Teater. Sammenlægningen skete den 1. juli 2017, og den 1. september 2017 tiltrådte Emmet Feigenberg som ny direktør for Østerbro Teater. I marts 2022 blev Lene Christensen administrerende direktør for Østerbro Teater, mens Rikke Hedeager blev teaterchef for Teater Republique.  
Profilen er nyskabende teater med særligt henblik på klassikere i nye formgreb, international scenekunst samt en udfordring af teaterbegrebet.
Republique har under ledelse af Martin Tulinius og Hans Christian Gimbel haft fokus på bl.a. store nycirkusforestillinger som Fibonacci, gæstespillet La Vie af gruppen Les 7 doigts de la main, Donka og Dalì af Compagnia Finzi Pasca samt co-produktionen Bosch’ drøm med Les 7 doigts de la main, som efter premieren på Republique i 2016 har turneret i Frankrig, Hong Kong og Sverige. 
Republiques største internationale succes er forestillingen The Tiger Lilies perform Hamlet, instrueret af Martin Tulinius, som siden premieren i 2012 og med støtte fra Wilhelm Hansen Fonden har turneret i Sverige, England, Mexico, Canada, Holland, Schweiz, Polen, Tyrkiet, Australien, Colombia, Sydkorea, Kina, Argentina, Chile og Italien.
Andre internationale samarbejder har været med den spanske teatergruppe Teatro de los Sentidos om de immersive teaterforestillinger City Puzzle og Mørkets hjerte.
Martin Tulinius udviklede sammen med gastronomisk iscenesætter Mette Martinussen madteatergenren med forestillingerne Vølvens spådom og Snedronningen. Madteaterforestillingen Festen blev instrueret af Rolf Heim efter Martin Tulinius’ død. 
Republique har desuden lavet store samarbejder med forskellige scenekunstgrupper, bl.a. med Hotel Pro Forma som kunstnergruppe in residens om forestillingerne Den der hvisker lyver og Latter i mørket og egenproduktioner med gruppen SIGNA, der lavede Salò og Ventestedet, samt med teatergruppen Fix&Foxy, der udviklede forestillingen Ungdom, som blev tildelt en Reumert i kategorien Årets særpris 2015. 
I 2010 blev Republique tildelt Den Danske Designpris for en nyskabende, visuel identitet skabt i samarbejde med designbureauet Scandinavian DesignLab.

## Eksterne kilder og henvisninger
- Republique

|  | Denne artikel om en bygning eller et bygningsværk kan blive bedre, hvis der indsættes et (bedre) billede. Du kan hjælpe ved at afsøge Wikimedia Commons for et passende billede eller lægge et op på Wikimedia Commons med en af de tilladte licenser og indsætte det i artiklen. |

55°42′23″N 12°34′33″Ø / 55.7064°N 12.5759°Ø